# Parigny-les-Vaux
Parigny-les-Vaux ist eine französische Gemeinde mit 965 Einwohnern (Stand: 1. Januar 2022) im Département Nièvre in der Region Bourgogne-Franche-Comté. Die Gemeinde gehört zum Arrondissement Nevers und zum Kanton Varennes-Vauzelles (bis 2015: Kanton Pougues-les-Eaux).

## Geografie
Parigny-les-Vaux liegt etwa zehn Kilometer nördlich von Nevers in Zentralfrankreich. Umgeben wird Parigny-les-Vaux von den Nachbargemeinden Chaulgnes im Norden und Westen, Saint-Aubin-les-Forges im Norden und Nordosten, Guérigny im Osten, Urzy im Südosten, Varennes-Vauzelles im Süden sowie Pougues-les-Eaux im Westen und Südwesten.
Die Autoroute A77 führt am südwestlichen Rand der Gemeinde entlang.

## Bevölkerungsentwicklung
| Jahr                       | 1962 | 1968 | 1975 | 1982 | 1990 | 1999 | 2006 | 2013 |
| Einwohner                  | 641  | 540  | 515  | 804  | 938  | 904  | 968  | 984  |
| Quellen: Cassini und INSEE |      |      |      |      |      |      |      |      |

## Sehenswürdigkeiten
- Kirche Saint-Jean-Baptiste aus dem 10./11. Jahrhundert
- Schloss Mimont
- Schloss Bizy, ursprünglich 1378 errichtet, heutiger Bau von 1712

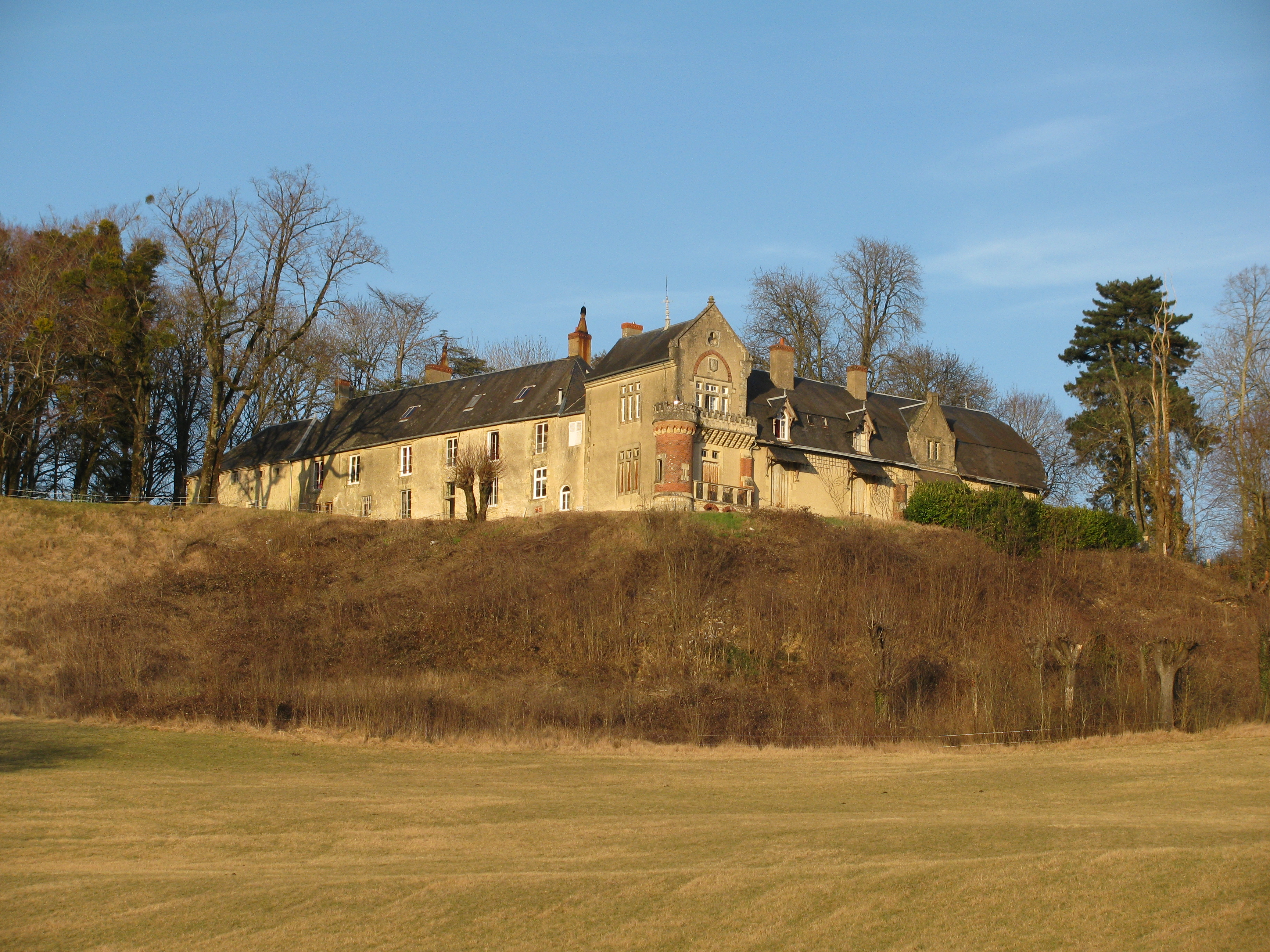
Schloss Mimont
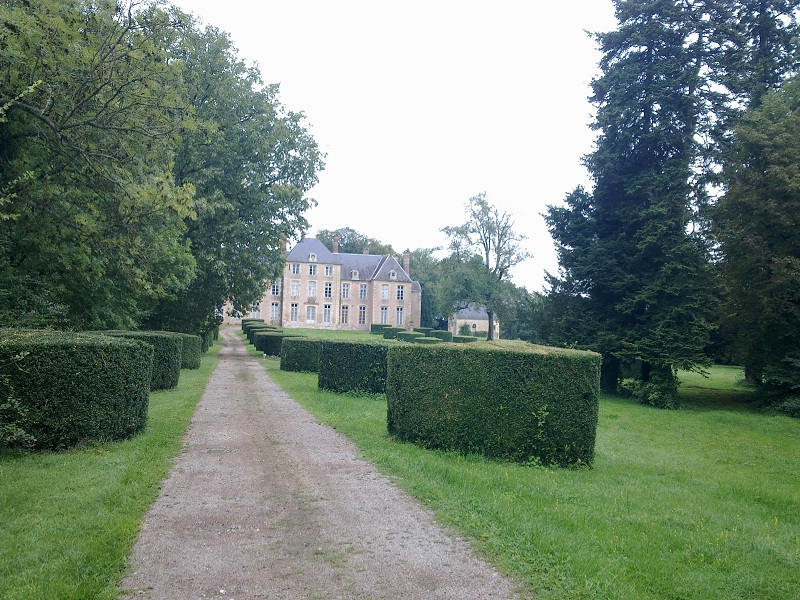
Schloss Bizy